# Masistylum stenommatum
Masistylum stenommatum är en tvåvingeart som beskrevs av Wood 1974. Masistylum stenommatum ingår i släktet Masistylum och familjen parasitflugor. Inga underarter finns listade i Catalogue of Life.